# Vrouwenmoorden in Ciudad Juárez
Sinds 1993 zijn er in Ciudad Juárez (Mexico) honderden vrouwen vermoord. De krant La Jornada berekende in september 2008 dat het tot dan toe om 544 gevallen zou gaan, en dat er destijds nog zo'n 400 vrouwen zouden worden vermist. Onder de vermoorde vrouwen zit ook een Nederlandse, Hester van Nierop. Wereldwijd wordt er kritiek geuit op de lokale en nationale autoriteiten, onder andere door mensenrechtenorganisaties, vrouwenrechtenorganisaties en de Verenigde Naties. Deze moordpartij is een femicide. Het overgrote deel van de moorden is onopgelost.

## Patroon
Volgens de Inter-Amerikaanse Commissie voor de Rechten van de Mens kennen de moorden hetzelfde patroon:
'De slachtoffers van deze misdaden zijn overwegend jonge vrouwen, tussen de 15 en 25 jaar oud. Velen waren studenten, en de meesten waren arbeidsters in maquiladoras. Een aantal waren relatieve nieuwkomers in Ciudad Juárez die geëmigreerd waren uit andere delen van Mexico. De slachtoffers zijn over het algemeen als vermist opgegeven door hun families, en hun lichamen werden dagen of maanden later achtergelaten gevonden in braakliggende percelen of afgelegen gebieden. In de meeste gevallen waren er tekenen van seksueel geweld, misbruik, marteling en in sommige gevallen verminking.'
Verder is opvallend dat veel slachtoffers hetzelfde type uiterlijk hebben. Ook de economische achtergrond vertoont een patroon, de meeste slachtoffers zijn van arme afkomst. In ongeveer 20% van de gevallen is duidelijk dat de slachtoffers zijn vermoord door een partner.
In recente jaren zijn ook in Chihuahua en Guatemala-Stad vergelijkbare moordpartijen begonnen. De laatste jaren is ook het drugsgerelateerde geweld steeds meer toegenomen. In 2008 werden in Ciudad Juárez ongeveer 1.300 drugsgerelateerde moorden geregistreerd, een kwart van het totaal in Mexico.

## Mogelijke verklaringen

#### Wraak wegens emancipatie
Verschillende verklaringen voor het hoge aantal moorden zijn gegeven. Zo wordt soms als reden gegeven dat sinds het begin van de jaren 90 het vooral de vrouwen zijn die werk hebben gevonden in de maquiladora's. Hierdoor zijn ze financieel onafhankelijk geworden en gaan emanciperen, tot onvrede van een deel van de mannelijke bevolking. Volgens deze theorie zouden de moorden dan uit een soort wraak zijn gepleegd. Deze theorie is overigens zeer omstreden, maar het feit dat een deel van de moorden wordt gepleegd door partners is wel een duidelijke ondersteuning van deze theorie.

#### Slachtoffers zelf schuldig
Nog meer omstreden is de bewering van een aantal lokale politici en politiefunctionarissen dat de slachtoffers de moorden over zichzelf afgeroepen hebben. De slachtoffers zouden zich te 'uitdagend' gekleed of gedragen hebben, of zelfs prostituee zijn. Uiteraard roept deze mening bijzonder veel weerstand op. De verdedigers van deze bewering gebruiken als argument dat bij een aantal van de vermoorde vrouwen inderdaad bewezen is dat het om prostituees ging. Dit is echter maar een zeer klein aantal, minder dan een procent, en kan daarom zeker niet als verklaring aangevoerd worden.

## Daders
Er is een aantal personen veroordeeld, maar het is maar zeer de vraag of dat daadwerkelijk de daders waren. Er zijn verschillende gevallen bekend van vervalst bewijs, en de autoriteiten worden zelfs beschuldigd van het onder dwang laten afleggen van verklaringen en martelingen.
De eerste persoon die gearresteerd was in verband met de moorden was Abdul Latif Sharif, een in de Verenigde Staten woonachtige Egyptenaar. Sharif had al een bijzonder groot strafblad. Hij werd veroordeeld wegens de moord op een maquiladora-arbeidster in 1995. Na de gevangenneming van Sharif zijn de moorden echter onverminderd doorgegaan. Het is daarom mogelijk dat Sharif niet de dader was, en als hij de dader was, dan was hij zeer zeker niet de enige.
Anderen die zijn opgepakt zijn Víctor García Uribe, die in 2004 is veroordeeld voor acht moorden, en Gustavo González Meza, die echter onder verdachte omstandigheden overleed voor hij veroordeeld kon worden. Verder zijn tien bendeleden van de Toltecas en de Rebeldas veroordeeld voor in totaal twaalf moorden. In 2006 is Edgar Álvarez Cruz gearresteerd vanwege een van de moorden, en hij wordt ervan verdacht nog zeker 13 andere moorden te hebben gepleegd.

#### Eén of meer daders?
Het is nog steeds niet zeker of het om één moordenaar gaat, om een samenwerkende groep of dat de moorden niets met elkaar te maken hebben. Veel moorden vertonen hetzelfde patroon, en de vrouwen die vermoord zijn lijken sterk op elkaar. Dat zou pleiten voor de gedachte dat het om één moordenaar gaat, een psychopaat of lustmoordenaar met specifieke voorkeuren. Maar er zijn al verschillende personen gearresteerd en veroordeeld en het moorden ging gewoon door. Als de veroordeelden ook echt schuldig zijn, dan is het zeker dat er niet één dader achter alle moorden zit.
Waar ook rekening mee gehouden kan worden is dat er aanvankelijk één moordenaar was, wiens gedrag later is nagedaan door anderen. Mogelijk vanuit de gedachte dat een vrouwenleven hier ogenschijnlijk weinig waard is en dat men daarom ongestraft kan wegkomen met de moord op een vrouw.

## Kritiek
Uit binnen- en buitenland hebben de federale en lokale regering zeer veel kritiek gekregen over de manier waarop zij de moorden behandelen. Volgens critici doen de autoriteiten nauwelijks iets, of in ieder geval te weinig om de moorden op te lossen. De moorden zijn al jaren aan de gang en nog steeds niet voldoende opgehelderd. Jarenlang heeft de regering min of meer geprobeerd de moorden in de doofpot te stoppen, alhoewel daar sinds de verkiezing van Vicente Fox enigszins verandering in is gekomen. Toch verklaarde het bestuur van Ciudad Juárez recentelijk nog dat de media-aandacht rond de moorden overdreven is, en dat het alleen maar het imago van de stad schade toebrengt. Ook leden van de nationale regering verklaren nog regelmatig dat de moorden wel meevallen, dat de media-aandacht overdreven wordt of dat de meeste moorden al voldoende opgelost zijn.
Sommige bestuurders uit de staat Chihuahua menen dat het Amerikaanse Federal Bureau of Investigation (FBI) niet meewerkt aan het oplossen van de moorden. Ciudad Juárez ligt aan de Amerikaanse grens en veel slachtoffers zijn werkzaam bij Amerikaanse bedrijven. De FBI vindt deze beschuldiging onterecht, omdat de regering van Chihuahua elk resultaat van de FBI verwerpt.
Verder menen critici dat de politie een serieuze oplossing van het probleem tegenwerkt. Er zijn meerdere gevallen bekend van het vervalsen van bewijs en het onder dwang of marteling verkrijgen van getuigenissen. Op deze manier kunnen de echte daders (of kan de echte dader) nooit opgepakt worden. Sommigen beschuldigen de politie van het zich laten omkopen door de dader(s). Anderen gaan zelfs zo ver dat ze de politie zélf beschuldigen van (een deel van) de moorden.

## Een Nederlands slachtoffer
Sinds 1998 zijn de moorden ook in Nederland onder de aandacht gebracht, toen de Nederlandse Hester van Nierop slachtoffer werd van moord. Zij werd op 21 september 1998 verkracht en gewurgd aangetroffen in een hotelkamer in Ciudad Juárez. Van Nierop was daarmee het eerste buitenlandse slachtoffer. In haar geval is er uiteindelijk een man gearresteerd en in 2015 als dader veroordeeld tot 35 jaar cel. Hijzelf zegt onschuldig te zijn en van niets te weten.

## Internationale aandacht
Internationaal kwam er ook aandacht voor de kwestie. Zo heeft Hollywoodster Jennifer Lopez samen met Antonio Banderas in de independentbudgetfilm Bordertown (2006) gespeeld. Deze film gaat over de moorden en kreeg veel aandacht op het Filmfestival van Berlijn.